# Флаг Невинномысска
Флаг Невинномы́сска  — опознавательно-правовой знак, служащий одним из официальных символов городского округа — города Невинномысска Ставропольского края Российской Федерации, составленный по правилам и традициям геральдики и отражающий исторические, культурные, социально-экономические и иные местные традиции и особенности.
Утверждён решением Думы города Невинномысска от 26 февраля 2010 года № 875-67 и подлежит внесению в Государственный геральдический регистр Российской Федерации.

## Описание
Полотнище флага города горизонтальное. Отношение ширины (вертикального размера) флага города к его длине (горизонтальному размеру) 2:3. Формообразование элементов флага города геометризованное:
— ленты в левой части флага города ориентированы по диагоналям прямоугольного полотнища и имеют ширину 1/7 ширины флага города;
— продолжение диагональных лент на чертеже в правой части флага города показаны как вспомогательные построения, они в точности иллюстрируют формообразование Андреевского флага — «косой крест»;
— из точек пересечения внешних контуров лент (АА1 и ВВ1) до правого края полотнища флага города вдоль горизонтальной оси симметрии проходит лента шириной 1/6 ширины флага города.
Геометрические фигуры, полученные в результате выше описанных построений, образуют «вилообразный крест».
— Решение Думы города Невинномысска от 26 февраля 2010 года № 875-67

## Обоснование символики

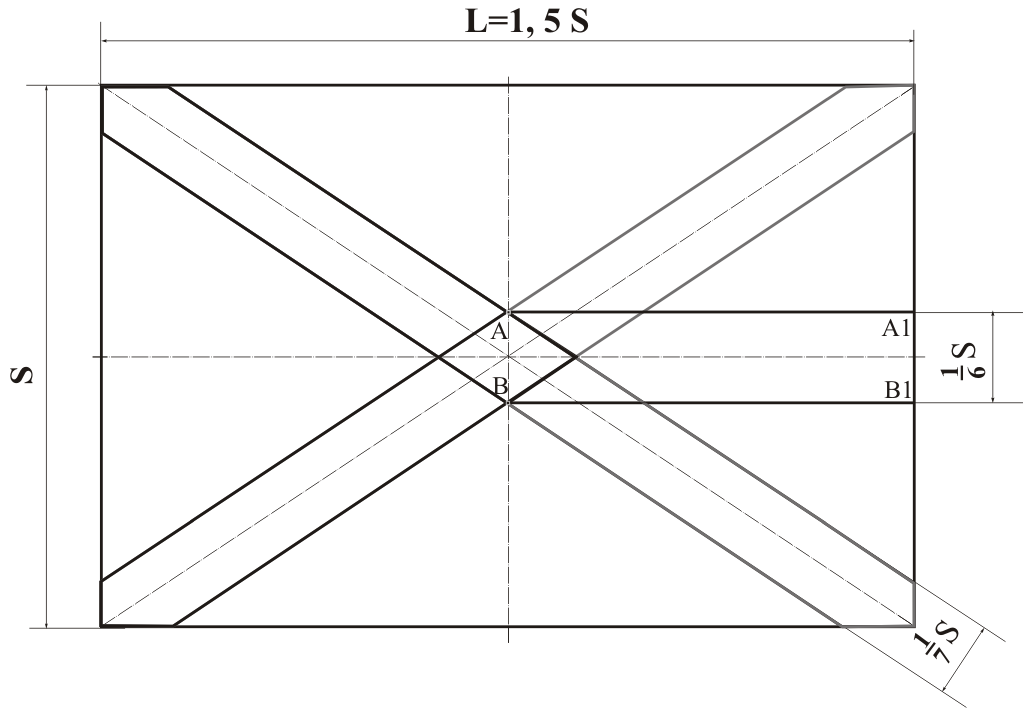
Формообразование флага Невинномысска
(L — длина флага, S — ширина флага)

Пересечение наклонных лент символизирует слияние рек — Зеленчука и Кубани, очерченный ими треугольник — мыс, остальное пространство — территория Ставропольского края, пересекается рекой Кубанью. Каждый элемент флага города имеет свою окраску:
- треугольник (мыс) — зелёного цвета;

- ленты (реки) — голубого цвета;

- верхняя и нижняя части полотнища — жёлтого цвета[1].

Зелёный цвет символизирует цвет молодости и жизни, природы, весны и процветания, надежды и здоровья. Голубой цвет — честь, славу, истину, преданность и добродетель, чистое небо и воду. Жёлтый цвет (золото) — цвет благополучия и мира, плодородия и богатства — золота и хлебов. Жёлтый цвет указывает на административную принадлежность города Ставропольскому краю, повторяя цвет краевого флага. Мыс и реки одновременно являются элементами герба города Невинномысска.

## История
Первоначально Невинномысск имел только один официальный символ — герб, принятый 31 июля 1995 года. 30 мая 2007 года этот же герб был утверждён в качестве символа муниципального образования городского округа — города Невинномысска.
9 июня 2008 года глава города Невинномысска В. И. Ледовской подписал распоряжение о проведении открытых конкурсов на создание гимна и эскиза флага города. Их организатором выступил комитет по культуре городской администрации. Целью проведения конкурсов являлись разработка официальной символики города Невинномысска как самостоятельного муниципального образования, а также активизация творческой инициативы горожан в повышении исторической значимости культурного наследия города, воспитание и формирование у местной молодёжи патриотических чувств к Родине, родному городу. Согласно Положению о конкурсе на создание эскиза флага города Невинномысска проекты, направляемые на рассмотрение в организационный комитет, должны были содержать в качестве обязательных элементов цвета городского герба и использованные в нём символы, отражающие природно-экономические и культурно-исторические особенности города. К участию в конкурсе приглашались художники, дизайнеры и все желающие.
По итогам работы конкурсной комиссии лучшим был признан эскиз флага, разработанный членом Союза художников России Анатолием Павловичем Енником, также являвшимся одним из победителей городского конкурса на лучший проект герба (1995 год) и одним из авторов действующего герба Невинномысска.
26 февраля 2010 года, в целях установления официального символа — флага города Невинномысска, городская Дума утвердила Положение о флаге муниципального образования городского округа — города Невинномысска.